# Wilfred Gregory Moras
Wilfred Gregory Moras (* 13. Februar 1969 in Neerude, Karnataka) ist ein indischer römisch-katholischer Geistlicher und Bischof von Jhansi.

## Leben
Wilfred Gregory Moras studierte Philosophie und Theologie am Regionalseminar St. Joseph’s im Bistum Allahabad und empfing am 27. April 1997 das Sakrament der Priesterweihe für das Bistum Lucknow.
Nach der Priesterweihe war er zunächst Erzieher am Knabenseminar in Lucknow und anschließend von 1999 bis 2002 persönlicher Sekretär des Bischofs. Von 2002 bis 2003 war er stellvertretender Schulleiter in Palia. Von 2003 bis 2006 studierte er Missionswissenschaft an der Päpstlichen Universität Urbaniana in Rom und erwarb das Lizenziat. Von 2007 bis 2013 war er Schulleiter in seiner Heimatdiözese. Anschließend studierte er erneut an der Päpstlichen Universität Urbaniana und wurde in Missionswissenschaft promoviert. Von 2017 bis 2021 leitete er das Nav Sadhna Regional Pastoral Centre in Varanasi. Seither war er Regens des Regionalseminars St. Joseph’s in Allahabad.
Papst Franziskus ernannte ihn am 11. Mai 2024 zum Koadjutorbischof von Jhansi. Der Erzbischof von Agra, Raphy Manjaly, spendete ihm am 6. August desselben Jahres auf dem Gelände des Christ the King College in Jhansi die Bischofsweihe. Mitkonsekratoren waren der Bischof von Jhansi, Peter Parapullil, und der Bischof von Lucknow, Gerald John Mathias.
Mit dem Rücktritt von Peter Parapullil am 28. Dezember 2024 folgte er diesem als Bischof von Jhansi nach.